# 僧楼镇
僧楼镇，是中华人民共和国山西省运城市河津市下辖的一个乡镇级行政单位。

## 行政区划
僧楼镇下辖以下地区：
李家堡村、北午芹村、人民村、忠信村、旭红村、侯家庄村、马家堡村、刘家堡村、尹村、北方平村、南方平村、张吴村、北张吴村、琵琶垣村、闫家洞村、贺家巷村、小张村、艳掌村、北王村、北王堡村、郭庄村、贺家庄村、张家堡村和史家窑村。